# Ashini
Ashini est un roman d'Yves Thériault paru en 1960.

## Résumé du livre
Ashini, un montagnais qui vit toujours comme le veut la tradition, refuse d'habiter une réserve comme ses compatriotes. Révolté par le sort qu'on impose aux siens, qu'il considère comme un avilissement qui mènera à l'extinction de sa race, il tente de changer le cours des évènements et de contacter les dirigeants afin de les sensibiliser à leur condition.

## Thème
D'ascendance montagnaise, Yves Thériault exprime dans cet ouvrage une volonté de sensibiliser ses lecteurs à la condition des Amérindiens et d'exprimer ses convictions. Il livre ici un témoignage, comme dans cet extrait : Sortant de ce pont pour entrer sur les territoires concédés, il y a en bordure de la route un poteau où fut clouée un affiche odieuse. On y lit: Réserve indienne des Betsiamites. J'ai souvent contemplé cette borne-frontière avec horreur. Car il était là dans toute sa puissance, ce symbole de ségrégation. Intangible barbelé, contrainte, obstacle.

## Commentaires
Ashini, l'un des romans « indiens » d'Yves Thériault, est l'un de ses préférés non seulement pour l'histoire, mais aussi pour son écriture spontanée et inspirée. Le style, selon Thériault, s'y rapproche du rythme de la langue amérindienne dans sa version la plus solennelle, la langue des harangues chez les Cris et les Montagnais. C'est son premier roman écrit à la première personne, comme si l'auteur s'identifiait au vieil indien, Ashini, pour revendiquer les droits des autochtones à posséder un territoire qui leur soit propre, à vivre selon leurs traditions, et surtout à vivre en harmonie avec la nature. La Nature et Ashini sont vraiment les deux principaux personnages de ce roman. L'auteur y décrit également le combat mythique de deux loups. Ce roman met en évidence le drame de l'assimilation des Indiens et de la violation de leurs territoires, de leurs coutumes et de leurs valeurs par la civilisation des Blancs.
L'assimilation de des peuples autochtones est illustrée par la perte de leur territoire, de leur mode de vie et de leurs valeurs. Le personnage de la fille d'Ashini symbolise cette dualité : en choisissant de s'établir en ville, elle rompt avec les traditions montagnaises, attirée par la promesse d'une vie meilleure dans la culture occidentale. Ashini exprime sa désolation face à cette situation : « Ma fille a fui la forêt pour servir les Blancs, à la ville. » 
Par ailleurs, la forêt de l'Ungava, située dans le Grand Nord québécois, est dépeinte comme un espace sacré, opposé à la ville des Blancs et à la réserve. La plume de Thériault magnifie cette nature, renforçant le contraste entre le monde traditionnel d'Ashini et l'univers occidental. L'auteur décrit avec lyrisme : « Et les montagnes à contempler et les étoiles à admirer et la lune froide de novembre à invoquer et tout ce qui est beau et bon et qui nous enveloppe et nous tient, la saveur du vent, l'odeur de l'eau blanche, la senteur des sapins, la musique de tous les sons de ce pays. » 

## Distinctions et récompenses
- Prix France-Canada (1961)
- Prix du Gouverneur général du Canada (1962)